# Marwitzia
Marwitzia là một chi bướm đêm thuộc họ Crambidae.

## Các loài
- Marwitzia centiguttalis Gaede, 1917
- Marwitzia costinigralis Maes, 1998
- Marwitzia dichocrocis (Hampson, 1913)

Các loài trước đây
- Marwitzia polystidzalis (Hampson, 1918)